# صنعت نشر و چاپ در چین
صنعت نشر و چاپ چینی دارای سابقه طولانی است. اولین کتاب چاپ شدهٔ کاغذی که تا کنون در جهان کشف شده‌است؛ در چین و در دوران سلسله تانگ در قرن ۷ میلادی بوده‌است. اگرچه صنعت چاپ و نشر در این کشور با وجود برخورداری از ادبیات مستحکم و ۵۰۰۰ سال فرهنگ چینی به دلیل جنگ و مسائل سیاسی از کشورهای غربی عقب افتاده‌است اما این صنعت همچنان به رشد در دوران مدرن ادامه می‌دهد. در سال ۲۰۰۴ ۲۵٫۷۷ میلیارد نسخه روزنامه در سطح ملی و استانی، ۲٫۶۹ میلیارد مجله و ۶٫۴۴ میلیارد کتاب در چین منتشر شده‌است.

## بررسی اجمالی

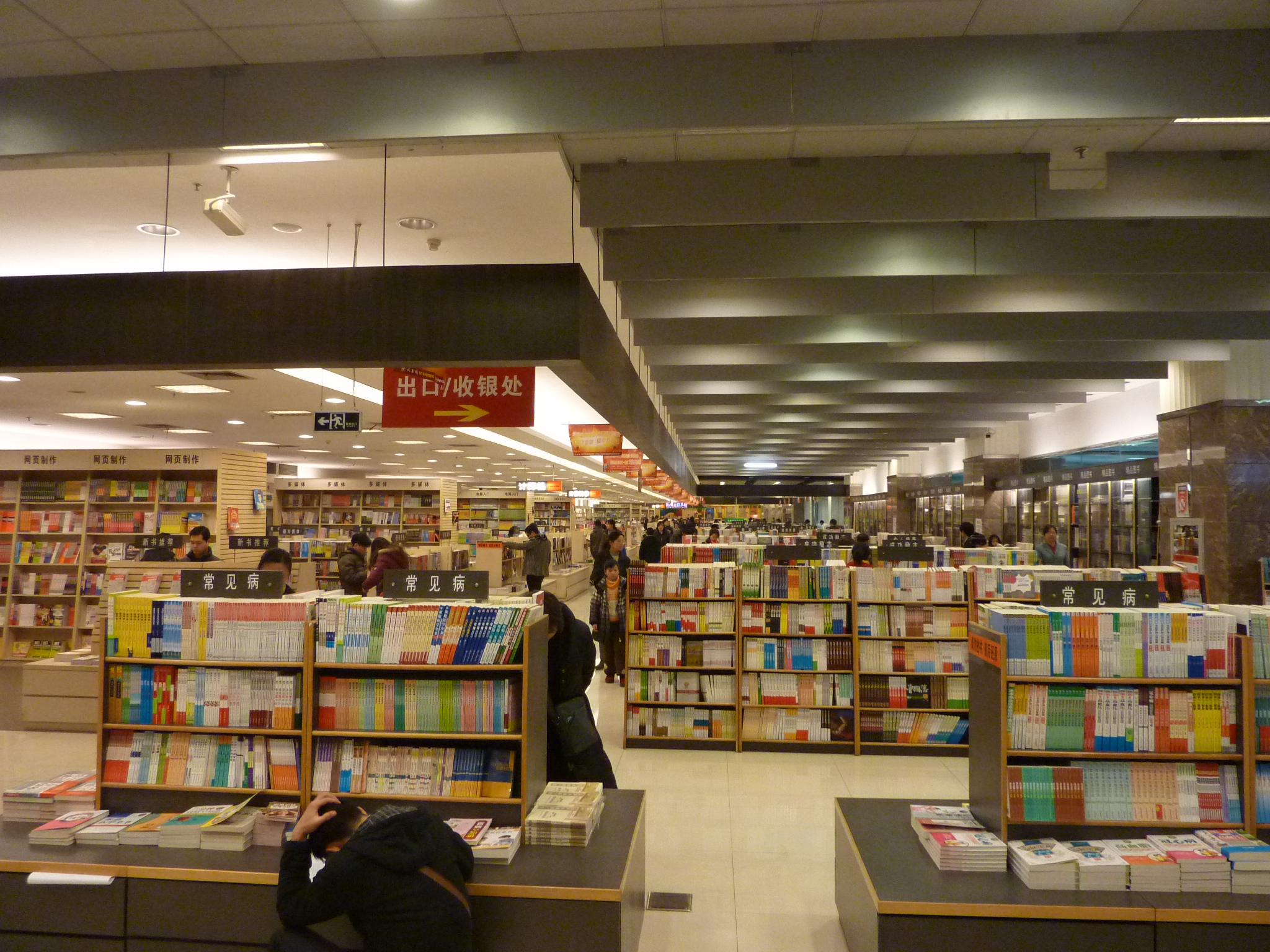
داخل Chongwen شهر کتاب محبوب کتابفروشی در ووهان

پس از شروع یکپارچه شدن صنعت چاپ و نشر چین در سال ۲۰۰۲ ۵۵ گروه انتشاراتی راه‌اندازی شده‌اند. بزرگترین گروه انتشاراتی در چین با نام (چینی: 中国出版集团) در مارس ۲۰۰۳ تأسیس شده‌است که شامل ۱۲ شرکت و مؤسسه بزرگ از جمله DSX Book Company,Zhonghua Book Company , Zhonghua Book Company و … می‌باشند. با توجه به راه‌اندازی یک طرح ملی چین تا پایان سال ۲۰۰۵ دارای ۵–۱۰ گروه انتشاراتی با فروش سالانه بین ¥۱ میلیارد و ¥۱۰ میلیارد خواهد شد و نیز ۱۰–۲۰ نشریات با توزیع جهانی و ۱–۲ گروه دوره ای با فروش سالانه ¥۳۰۰ تا ¥۵۰۰ میلیون.

## کتاب و نشریات
صنعت کتاب چین، دومین صنعت بزرگ کتاب در جهان پس از ایالات متحده است. رسیدهای خرید، در سال ۲۰۱۳ بالغ بر ۸ میلیارد دلار از ۴۰۰٬۰۰۰ عنوان کتاب و نشریه بوده‌است.

## انتشارات زبان خارجی
از چین گروه انتشارات بین‌المللی (CIPG در چینی: 中国国际出版集团) مسئول نشر، توزیع و چاپ کتاب‌ها و نشریات خارجی‌زبان است که نقشی منحصر به فرد در نشر و چاپ، تبادل فرهنگی و مشارکت‌ها دارد.